# Stellantis Vigo
Stellantis Vigo es una planta de fabricación de vehículos perteneciente a la multinacional Stellantis situada en la ciudad española de Vigo. Inició su actividad industrial en 1958 como factoría de Citroën (Citroën Hispania, S.A.) y está considerada como uno de los pilares básicos de la economía gallega representando aproximadamente el 30% de las exportaciones de la comunidad.

## Historia

### Inicios
La planta automovilística tiene su origen en el año 1956, cuando la multinacional francesa Citroën se ve en la necesidad de expandirse internacionalmente y el consejo de administración de la época elige España, que acababa de salir del parón económico provocado por la guerra civil española. Inicialmente mostraron interés por instalar su nueva factoría en la ciudad de Pamplona en Navarra.
En aquel mismo año Félix Santamaría -industrial afincado en Vigo- tuvo conocimiento por medio del ministro Pedro González-Bueno de los planes de expansión de Citroën y del inminente viaje a Madrid del Barón de Roure, director general de la marca. Fue entonces cuando Félix Santamaría se reunió con el secretario de la Zona Franca de Vigo, Ricardo Torres Quiroga, y también con diversas personalidades de la vida empresarial viguesa de esos años, con el objetivo de presentar una candidatura para que la fábrica se ubicase en la ciudad gallega.
Como consecuencia de esa reunión se le envió un dossier a Pedro González-Bueno y poco después, el 5 de agosto de 1956, el Barón de Roure aterriza en el Aeropuerto de Barajas con el objetivo de viajar a Pamplona y ultimar la instalación de la factoría en dicha localidad. Una vez el Barón desembarca en Madrid es atendido por el propio Félix Santamaría, acompañado de diversos empresarios vigueses y representantes de la Zona Franca, quienes se reúnen y convencen al directivo y a sus acompañantes de que la opción adecuada de instalar la nueva planta era la ciudad de Vigo. Algunas de las bazas aportadas por la delegación olívica fueron la existencia en Vigo de una Zona Franca (lo que suponía diversas ventajas a nivel fiscal), la situación estratégica del puerto y su conexión marítima con la Bretaña francesa en donde se encontraba una fábrica de componentes del automóvil del propio grupo Citroën, la presencia de un importante tejido industrial formado por astilleros y otras industrias del sector del metal, o la existencia de centros educativos como la Escuela Municipal de Artes y Oficios y la de Ingeniería Industrial. Tras ese encuentro los directivos franceses le envían una misiva a Félix Santamaría agradeciéndole el trato recibido y confirmando el interés de la empresa por instalarse definitivamente en Vigo.
Los planes de Citroën y de González-Bueno por implantar su nueva factoría en España se encontraron inicialmente con un problema, ya que el ministro encargado de conceder la licencia era el fundador de SEAT, Joaquín Planell Riera quién no quería la instalación en España de un posible competidor para su marca, por lo que denegó la licencia. Tras este revés se desarrollaron diversas reuniones al más alto nivel en las que González-Bueno expuso las ventajas de la implantación de una nueva industria y la posibilidad de disponer en el mercado nacional de un vehículo como el 2CV, mientras que Planell intentaba vetar la operación. Incluso en 1955 el propio Planell anunció la fabricación en Barcelona del Seat 600, lo que utilizó como justificación a su negativa de fabricar el 2CV en España.

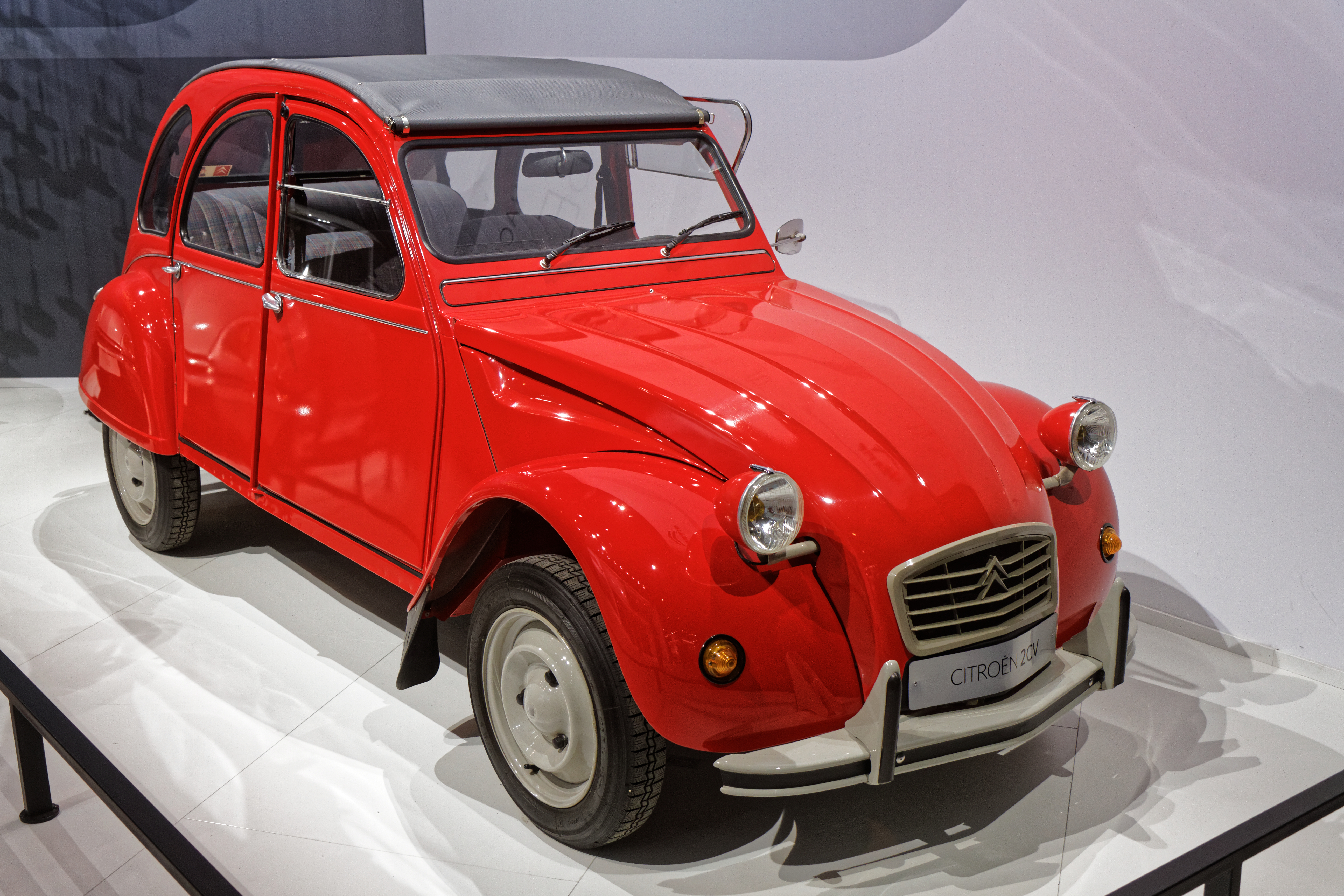
El Citroën 2CV fue el primer modelo de vehículo producido en las instalaciones de Balaídos

Finalmente en el año 1957 durante un Consejo de Ministros, Francisco Franco consultó al resto del gabinete su opinión sobre este asunto, los ministros de Agricultura (Cirilo Cánovas García) y de Comercio (Alberto Ullastres Calvo) expusieron las virtudes que tendría para España disponer de ese modelo de automóvil. Meses después el B.O.E. anuncia la concesión de la licencia para la fabricación del modelo 2CV en el Consorcio de la Zona Franca de Vigo.
La nueva sociedad se denominó Citroën Hispania, S.A. y comenzó a funcionar con un capital de 100 millones de pesetas, contando además con un contrato de cesión de patente y asistencia técnica con la Societé Anonyme André Citroën de París para la producción en exclusiva del modelo Citroën 2 CV en sus diferentes versiones (furgoneta, berlina, pick-up, chasis y cabinado). El contrato también incluía una cláusula en la que la sociedad estaba autorizada a la utilización de la marca Citroën y a exportar sus vehículos a cualquier país del mundo. A partir de entonces la nueva factoría comienza su actividad en unos antiguos almacenes de la aduana situados en la calle de Montero Ríos de Vigo, empleando aproximadamente a 100 trabajadores, quienes se encargaban de ensamblabar la furgoneta AZU (versión del 2 CV). Durante el primer mes de trabajo se manufacturaron 25 unidades de este vehículo y posteriormente se exportaron a la ciudad de Casablanca en Marruecos.
El 10 de abril de 1958 tiene lugar la colocación de la primera piedra de la nueva planta que se ubicaría en la zona franca de Balaídos.
El traslado definitivo a Balaídos se produce en agosto de 1959 con las naves A y B. En este segundo año de vida, la producción aumenta llegando a las 1 700 unidades, caracterizándose en esta época por el crecimiento continuo. En estos primeros años la actividad industrial crece a un ritmo similar al de la economía española, en pleno despegue de la mano del plan de estabilización. En 1960 se alcanzan los 3 600 vehículos fabricados y el personal del centro supera los 500 trabajadores, durante los diez primeros años de existencia la superficie del centro prácticamente alcanza las dimensiones actuales y la producción comienza a destinarse principalmente al mercado nacional.
La segunda mitad de la década de 1960 y la primera de la de 1970 no fue una buena época para la factoría. La demanda nacional -donde se destinaban por aquel entonces la mayoría da producción- inició un período de desaceleración económica, coincidiendo además con la llegada a España de nuevos fabricantes automotrices. La menor demanda y una mayor competencia dieron como resultado un periodo en el que la producción de Citroën Hispania apenas crece.
La crisis del petróleo de 1973 supuso una sacudida para toda la economía mundial, afectando principalmente a la industria del automóvil. En España, a las turbulencias económicas se sumaron los conflictos sociales y laborales originados en los últimos años del Franquismo y los primeros de la Transición española. A pesar de esta inestabilidad el centro consigue sus mejores cifras productivas hasta aquella fecha. La introducción de un nuevo modelo a las líneas de fabricación supuso un salto cualitativo. En 1975 se alcanza la cifra de 110 000 unidades producidas y el personal superaba los 6 000 trabajadores.

### Grupo PSA
En 1975 Peugeot adquiere el 90% del capital de Citroën dando lugar a la creación de un nuevo grupo empresarial automovilístico denominado «PSA Peugeot-Citroën», comenzado a producir indistintamente modelos de ambas marcas. 
A comienzos de la década de 1980 se desarrolla una modernización de la planta en la se implantaron nuevas técnicas de cataforesis destinadas a mejorar la resistencia de las carrocerías a la corrosión, asimismo se construye una línea de ensamblado robotizada y también se crea una segunda línea de pintura de lacas. 

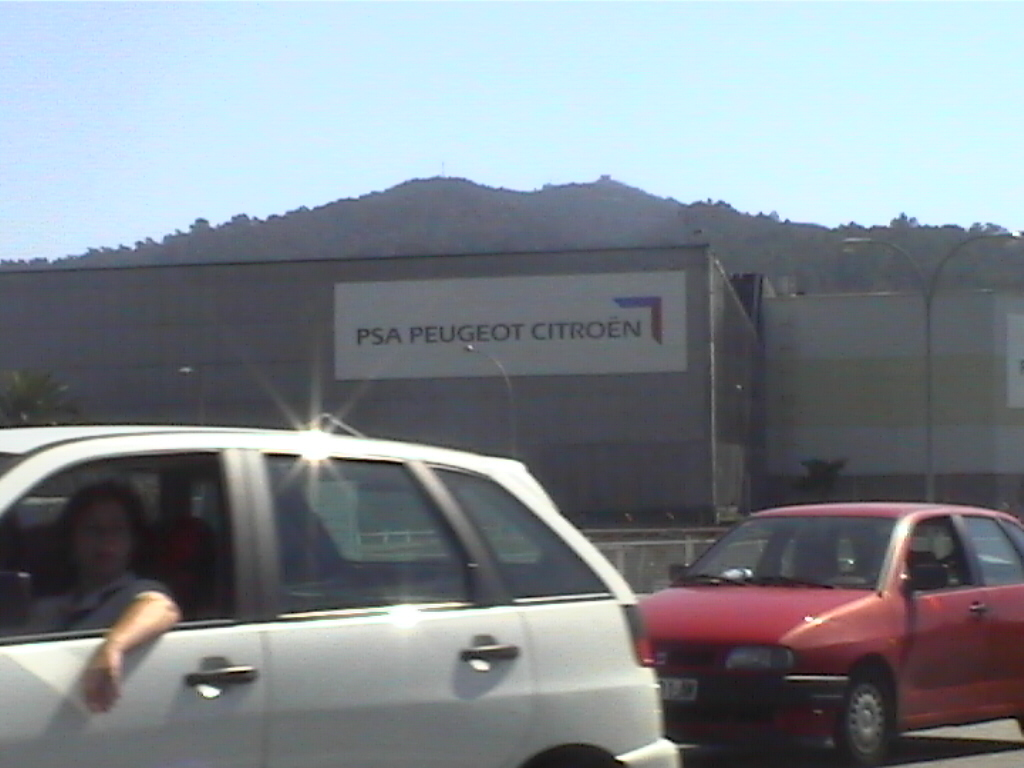
Instalaciones en la avenida de Citroën

A mediados de este decenio se inicia la producción de un modelo emblemático para el centro: el Citroën C15, vehículo que se manufacturó ininterrumpidamente desde 1984 hasta 2005, la adjudicación de este modelo supuso un gran impulso a la actividad productiva y al desarrollo de la industria auxiliar automotriz de la comarca. A lo largo de esos más de 20 años salieron de Vigo 1 181 407 unidades, siendo el primero modelo en superar el millón de unidades producidas. Estos datos supusieron un punto de inflexión en la actividad industrial de la factoría, convirtiéndose en centro piloto para la producción del C15.
El éxito de esta nueva concepción productiva hizo que la planta -desde entonces- se especializara principalmente en la fabricación de vehículos industriales y en turismos de gran tamaño destinados a la exportación.
Los años 90 se caracterizaron por un aumento en la flexibilidad productiva con la implantación de la técnica de aprovisionamiento «just in time». En 1997 se constituye el Clúster de Empresas de Automoción de Galicia (CEAGA), integrando al propio centro y a los principales fabricantes de componentes del entorno. Al margen de los vehículos industriales, en esta década cabe destacar la producción del Citroën ZX, relevado posteriormente por el Citroën Xsara.

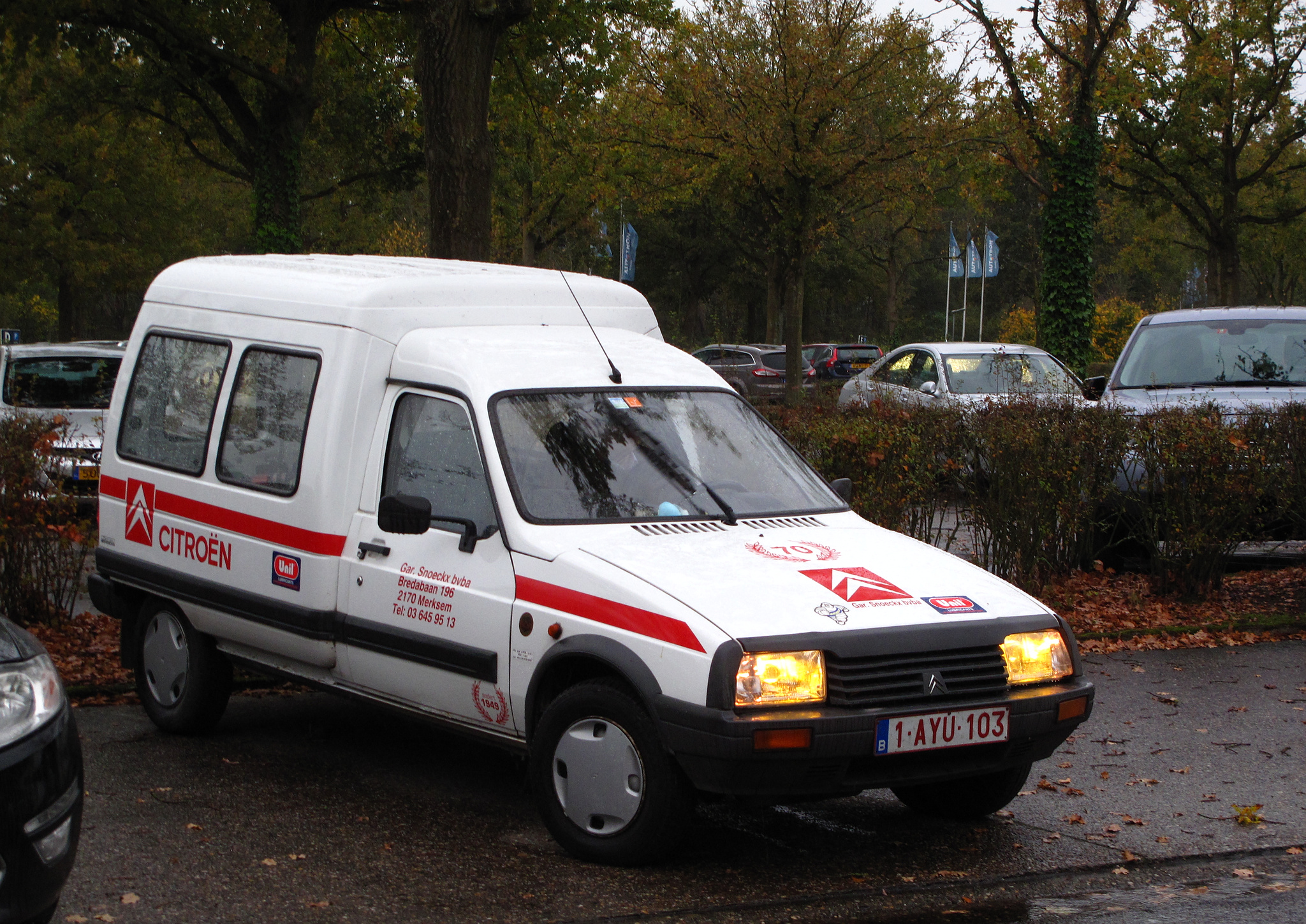
Citroën C15 fue el primer Citroën producido en Vigo que rompió la barrera del millon de unidades

En 1998 tras la reorganización del holding automovilístico, bajo el lema «Un grupo, dos marcas», las instalaciones de Balaídos realizan una importante apuesta por el crecimiento que le llevará a duplicar su actividad industrial. Comenzando el siglo XXI, en el año 2002, el centro alcanza una cifra manufacturera histórica, convirtiéndose por primera vez en la planta de mayor producción mundial del grupo empresarial.
Con una producción de 547 000 vehículos y 56 000 colecciones CKD el centro vigués terminó el 2007 como el mejor año de su historia en volumen, consiguiendo además el récord de producción nacional de la época, en un contexto general difícil para la industria automovilística. Apenas un año después comienza el lanzamiento de los nuevos modelos Citroën Berlingo y Peugeot Partner. El 17 de diciembre de 2009 tiene lugar un hito histórico para el centro gallego con la entrega del vehículo número 10 millones producido por la factoría, concretamente un Citroën C4 Picasso de siete plazas y de color gris fer.
Finalizando esta década se consolida la implantación del «PSA Excellence System (PES)», un método de trabajo y gestión que se sostiene en los principios del «Lean y en la cultura de la mejora permanente». Éste es el camino a la excelencia que el centro fomentó en los últimos años, trabajando en equipo y con la participación de todos en la búsqueda de soluciones sobre el terreno, optimizando los procesos productivos y eliminando las operaciones que no tengan valor.
En medio de un contexto de crisis económica mundial la factoría consigue adjudicarse nuevos lanzamientos, entre ellos el proyecto de furgonetas K9, un vehículo destinado a los mercados emergentes producido bajo las marcas Peugeot y Citroën, además de los Citroën Berlingo y Peugeot Partner eléctricos.
En noviembre de 2015 consigue uno de los mayores logros de su historia con la prueba de un prototipo de vehículo autónomo sin la intervención de un conductor -que realizó con éxito un recorrido de 599 kilómetros- realizando un trayecto iniciado en Vigo y finalizado en la Stellantis Villaverde. Un año después se confirma que el centro producirá a partir de 2020 un nuevo modelo de la marca Peugeot, posteriormente, en noviembre de 2018 se anuncia que en la factoría también se fabricará la furgoneta Toyota ProAce City y Verso para su exportación a todo el mundo.
Durante la pandemia de enfermedad por coronavirus de 2020 en España, el fabricante automotriz en colaboración con la tecnológica Bionix y con el Centro Tecnológico de Automoción de Galicia (CTAG), desarrollaron conjuntamente un proyecto con el objetivo de diseñar y producir respiradores artificiales reutilizando componentes de los automóviles manufacturados en la planta gallega.

### Stellantis
En 2021 se produce la fusión de Groupe PSA con Fiat, el nombre de este nuevo grupo automovilístico se denominó «Stellantis», que proviene del verbo latín "stello" que significa "brillar con estrellas". El primer año bajo la nueva designación fue muy prolífico para la factoría gallega, a pesar de la crisis de los microchips, su producción fue de alrededor de medio millón de vehículos manufacturados revalidando el título de líder de producción anual de coches en España.

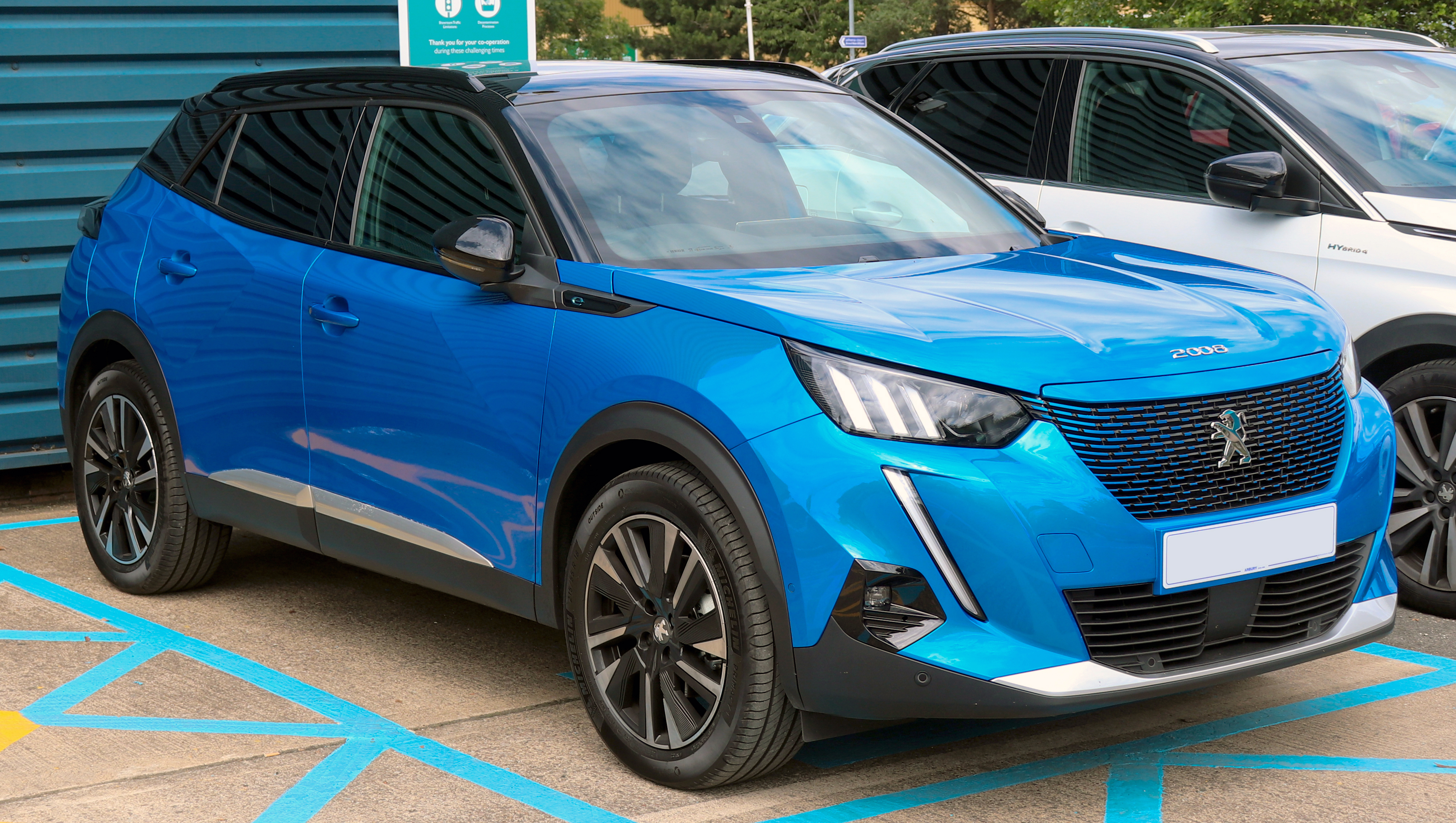
Peugeot 2008 II

En mayo del 2022 la factoría en alianza con Stellantis Madrid y otras pymes de la industria automovilística, presentan un plan industrial conjunto al PERTE del vehículo eléctrico y conectado englobado dentro de los fondos de recuperación europeos. Este proyecto denominado «Aries» (Automoción Reciclable, Inteligente, Eléctrica y Sostenible) aprobado por el Ministerio de Industria, Comercio y Turismo en otoño del citado año, se divide en 26 proyectos primarios que contemplan diversas actuaciones como la implantación de un nuevo taller de baterías en Vigo, la reutilización del agua industrial o la reducción del consumo energético, entre otras. En ese mismo mes la dirección de la multinacional francoitaloamericana decide reagrupar y unificar la estructura productiva y comercializadora de sus tres plantas españolas constituyendo una nueva filial denominada «Stellantis España», eligiendo como sede a la ciudad de Vigo.
Durante la parada de mantenimiento realizada en agosto del año siguiente, comienza la instalación de las primeras placas solares que cubrirán todas las naves de la factoría. La construcción de esta planta fotovoltaica dotada de 27 000 paneles hacen que sea el «mayor parque de generación de energía fotovoltaica sobre cubierta para autoconsumo de España», formando parte de los planes de la multinacional en su objetivo de alcanzar cero emisiones netas de carbono en 2038.
En abril del año 2024, se cumple una de las reclamaciones históricas de la factoría con la aprobación por parte del Consejo de Ministros para la construcción de una nueva subestación eléctrica en Pazos de Borbén que estará conectada a la situada en el polígono de Balaídos. Este proyecto denominado «Nuevo Vigo 220 kV» permitirá la llegada de la Muy Alta Tensión a la planta gallega y así evitar los micro cortes eléctricos que afectaban a su producción. Al mes siguiente el Ministro de Industria y Turismo, Jordi Hereu, confirma la adjudicación inicial de 29 millones de euros provenientes del PERTE VEC II a la planta automovilística gallega, dos meses después esa cantidad se vio incrementada tras las alegaciones al Gobierno por parte del grupo automovilístico.
En enero del siguiente año, durante la visita a España del directivo del grupo automovilístico Jean-Philippe Imparato, se anuncia de manera oficial la adjudicación de la nueva plataforma STLA Small a las planta de Vigo y Figueruelas. En el caso de la factoría olívica se trata de una plataforma multienergía destinada tanto al ensamblaje de vehículos eléctricos como también de híbridos y de Motor de combustión.

### 50.º Aniversario
El 15 de julio de 2008 PSA Peugeot Citroën celebró el 50.º aniversario de su centro de Vigo con una ceremonia en presencia del rey Don Juan Carlos I de España, la reina Doña Sofía y Thierry Peugeot, presidente del consejo de vigilancia del grupo.

## Cronología de los modelos
| 1958 – 1970 | Citroën AZU                       | El modelo AZU fue una evolución del modelo AU que salió al mercado en 1951 y dejó de fabricarse en 1956. AZU fue el primer vehículo fabricado en la planta de Vigo. Era un vehículo basado en el 2CV. Los primeros 25 vehículos tardaron un mes en fabricarse y fueron exportados a Marruecos. Ese año la producción fue de 400 furgonetas. | 106 005   |  |
| 1959 – 1984 | Citroën 2CV                       | El Citroën 2CV fue presentado a la prensa en el Salón del Automóvil de París en 1948. El último 2CV se fabricó el 27 de julio de 1990. Se vendieron un total de 5 110 000 unidades | 280 459   |  |
| 1962 – 1965 | Citroën H                         | Fue un tipo de furgón de 2,25 a 2,6 toneladas producido por Citroën entre 1948 y 1981. Se fabricaron un total de 473 289 vehículos. | 426       |  |
| 1964        | Citroën 2CV Sahara                | Versión del Citroën 2CV con tracción a las cuatro ruedas con doble motor. | 85        |  |
| 1967 – 1978 | Citroën AK                        | Versión evolucionada del AZU. Se fabricó en dos versiones. La primera AK 350 de carga de 1963 a 1970 y de 1970 hasta 1977 la AKS 400. | 196 037   |  |
| 1967 – 1977 | Citroën Ami 6 y 8                 | El Citroën Ami es un automóvil del segmento B. En España no pudo llamarse Ami por razones comerciales y se le conoció por Dynam, 3CVBreak y Citroën 8. | 101 132   |  |
| 1968 – 1983 | Citroën Dyane 6                   | El Dyane fue una actualización del 2CV desarrollada en Panhard por el equipo de Louis Bionier. | 233 104   |  |
| 1969 – 1980 | Citroën Méhari                    | El Méhari fue un automóvil de bajo coste basado en el 2 CV con carrocería fabricada en plástico ABS. Era un dos plazas, con opción a cuatro, descapotable y con cubierta de lona. | 12 429    |  |
| 1971 – 1986 | Citroën GS                        | El GS popularizó los avances tecnológicos que tenía Citroën en su gama alta creando un automóvil accesible pero dotado de tecnología hidroneumática que tanta fama le dio a la marca. También incorporaba la técnica y la experiencia del 2CV creando para la ocasión una nueva familia de motores bóxer refrigerados por aire de 4 cilindros fiable y de poco mantenimiento.                                                                               | 385 755   |  |
| 1976 – 1980 | Citroën CX                        | El CX fue elegido Coche del Año en Europa en 1975. Su coeficiente aerodinámico (CX) era de 0,35, de ahí venía su nombre. | 17 199    |  |
| 1977        | Citroën Cx Prestige               | Citroën Cx Prestige, fabricado para S.M. Juan Carlos I de España. Se manufacturó una sola unidad en la fábrica de Vigo (España), siendo ensamblado de manera artesanal. Es el único Citroën Cx Prestige fabricado fuera de Francia. Número de fabricación E-086-000001. Homologado por la inspección técnica de vehículos en Pontevedra (España), el 27 de julio de 1977. Entregado el 11 de febrero de 1978 en el Palacio de La Zarzuela, Madrid (España). | 1         |  |
| 1977 – 1987 | Citroën AYU                       | Última versión de la furgoneta AZU. | 249 321   |  |
| 1977 – 1980 | Peugeot 504                       | Diseñado por Pininfarina el 504 fue elegido Coche del Año en Europa en 1969. | 53 323    |  |
| 1980 – 1987 | Peugeot 505                       | Fue la berlina de la gama Peugeot reemplazando al 504. | 146 216   |  |
| 1981 – 1988 | Citroën Visa                      | Surgió como sustituto del 2CV. Era un coche de cinco puertas y motor delantero. | 231 905   |  |
| 1983 – 1992 | Citroën BX                        | Este modelo tenía una línea angulosa. El diseño era de italiano Marcello Gandini cuando trabajaba en Bertone. | 222 325   |  |
| 1984 – 2005 | Citroën C15                       | Basada en el Visa. Se fabricaba exclusivamente en Vigo. Aunque en 1996 salió al mercado su substituto, la Berlingo, continuó su producción hasta 2005 por sus buenas ventas. Se dejó de fabricar por las nuevas normativas ambientales y de seguridad, cuya inversión en actualizarla hacían inviable continuar su producción. | 1 181 407 |  |
| 1986 – 1997 | Citroën AX                        | Fue el sucesor del LNA y del Visa. Fabricado en tres y cinco puertas con motores gasolina y diésel e incluso una versión 4x4. | 812 951   |  |
| 1991 – 1997 | Citroën ZX 5P                     | Ocupaba la gama entre el Citroën AX y el Citroën BX. Como elemento innovador, la suspensión trasera incorporaba un eje trasero autodireccional | 291 187   |  |
| 1992 – 1997 | Citroën ZX 3P                     | Versión tres puertas del ZX. La suspensión trasera incorporaba un eje trasero autodireccional. | 226 297   |  |
| 1996 – 2008 | Citroën Berlingo First            | Se fabricaba en un inicio exclusivamente en Vigo, y posteriormente también en Mangualde (Portugal). A diferencia de los vehículos comerciales de la época de esa categoría, la carrocería Berlingo no se basó en un modelo de turismo, aunque su plataforma se deriva de la del ZX, pero sin el eje trasero autodireccional. | 1 521 021 |  |
| 1996 – 2008 | Peugeot Partner Origin            | Furgoneta hermana de la Berlingo. | 1 048 576 |  |
| 1997 – 2000 | Citroën Xsara 3P                  | Sustituyó al Citroën ZX. Comparten chasis, plataforma y algunos motores. También contaba con eje trasero autodireccional. | 122 951   |  |
| 1997 – 1999 | Citroën Xsara 5P                  | Sustituyó al Citroën ZX. Comparten chasis, plataforma y algunos motores. También contaba con eje trasero autodireccional. | 124 754   |  |
| 1999 – 2010 | Citroën Xsara Picasso             | Monovolumen basado en el Xsara, con cinco puertas y cinco plazas individuales. Está derivado del prototipo original Xanae Tras el lanzamiento de su sustituto , el C4 Picasso, continuó en producción en Europa con una gama reducida y precios más accesibles. Se fabricaba exclusivamente en Vigo, aunque durante una corta etapa se envió un pequeño volumen de carrocerías Picasso a la fábrica de Rennes (Francia) para allí ser pintadas y montadas.  | 1 531 816 |  |
| 2006 – 2013 | Citroën Grand C4 Picasso          | Monovolumen basado en el C4. Se fabricaba exclusivamente en Vigo. Hasta siete plazas individuales. | 417 236   |  |
| 2007 – 2013 | Citroën C4 Picasso                | Monovolumen basado en el C4. Se fabricaba exclusivamente en Vigo. Hasta cinco plazas individuales. | 392 391   |  |
| 2007 – 2018 | Citroën Berlingo                  | Dos modelos diferentes sustituyó a la primera generación de la Berlingo en 2008. | 1 141 739 |  |
| 2007 – 2018 | Peugeot Partner                   | Dos modelos diferentes sustituyó a la primera generación de la Berlingo en 2008. | 1 017 159 |  |
| 2012 –      | Citroën C-Elysée                  | Un modelo casi idéntico al Peugeot 301, ya que ambos se han desarrollado en conjunto. | 196 679   |  |
| 2012 –      | Peugeot 301                       | Automóvil sedán del segmento B fabricado específicamente para países en vías de desarrollo. | 232 094   |  |
| 2013 –      | Citroën C4 Picasso II             | La segunda generación del C4 Picasso continúa teniendo 2 variantes 5 plazas y con 7 plazas el C4 Grand Picasso. | 293 532   |  |
| 2013 –      | Citroën Grand C4 Picasso II       | La segunda generación del C4 Picasso continúa teniendo 2 variantes 5 plazas y con 7 plazas el C4 Grand Picasso. | 284 033   |  |
| 2018 –      | Citroën Berlingo III y ë-Berlingo | La furgoneta también se lanzó bajo la marca alemana Opel, que pasó a pertenecer al Grupo PSA, con la denominación Opel Combo. | 149 882   |  |
| 2018 –      | Peugeot Partner III               | La furgoneta también se lanzó bajo la marca alemana Opel, que pasó a pertenecer al Grupo PSA, con la denominación Opel Combo. | 162 037   |  |
| 2018 –      | Opel/Vauxhall Combo Cargo         | La cuarta generación de la Combo corresponde a la tercera generación de la Furgoneta pequeña PSA. | 17 709    |  |
| 2019 –      | Peugeot 2008 II                   | Modelo sucesor del Peugeot 2008 producido en Vigo y en Wuhan. | 22 700    |  |
| 2019 –      | Toyota ProAce City y Verso        | Disponible en versiones de pasajeros (Verso) y de carga, es una furgoneta gemela de las furgonetas eléctricas del Groupe PSA con el distintivo de Toyota. | 505       |  |
| 2022 –      | Fiat Doblò                        | Fruto de la creación del gran conglomerado de marcas automovilísticas Stellantis, la tercera generación de Fiat Doblò se producirá en la fábrica de Vigo. Versiones anteriores del modelo se han fabricado en Turquía de mano del grupo TOFAŞ. | -         |  |

## Producción
Stellantis Vigo es una factoría biflujo -es decir cuenta con dos líneas de montaje- sus instalaciones disponen de talleres de embutición, soldadura, pintura y montaje. La producción media diaria de la factoría es de 2 300 vehículos/día repartidos en 3 equipos, la primera línea produce aproximadamente 1 035 vehículos/día, la segunda aproximadamente 925 vehículos/día y la tercera aproximadamente 340 vehículos/día.
La planta de Vigo se encuentra en el segmento de fábrica terminal, las fábricas terminales del grupo automovilístico se encargan de las fases finales de manufacturación de los vehículos. A la salida de la cadena de montaje, los modelos producidos se ponen directamente a disposición de las marcas.

## Exportación

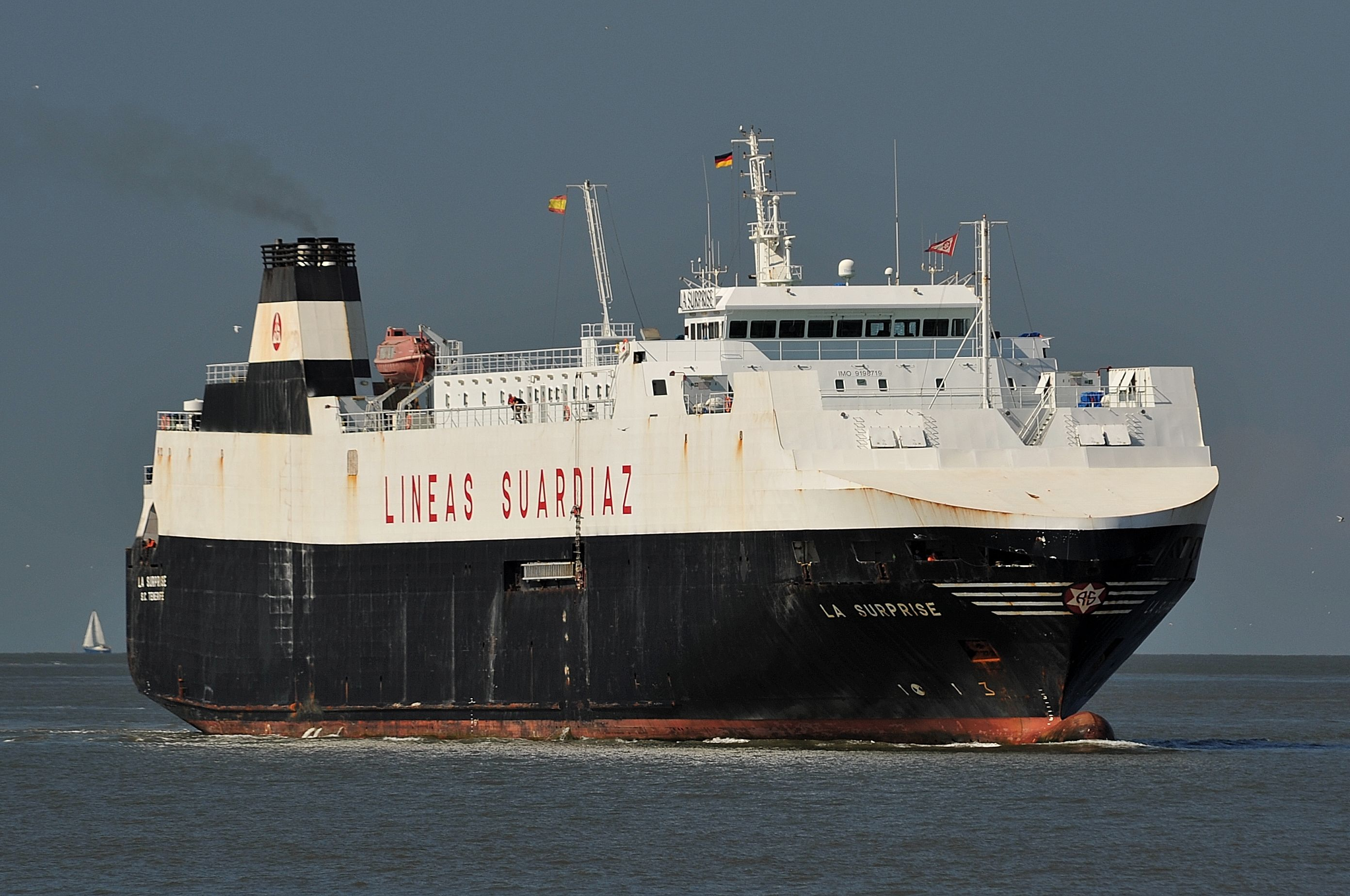
El buque Ro-Ro «La Surprise» es uno de los que realizan las rutas de la autopista del mar de Vigo

Vigo, la ciudad en donde se ubica la factoría, cuenta una población aproximada de 300 000 habitantes y es la urbe más industrializada de Galicia. Su situación geográfica favorece la exportación por vía marítima de gran parte de las ventas al exterior.
El puerto local es uno de los primeros de España en tráfico de mercancías, posición que a la que Stellantis contribuye con un 32% del valor de la mercancía que se mueve en sus terminales. De la producción total del centro, alrededor de un 87% se destina a la exportación. Estos vehículos se distribuyen aproximadamente a un total de 71 países, aunque es en Europa en donde se encuentra su principal mercado, en los últimos años ha existido un aumento a la exportación en algunos países emergentes tanto de Asia como de África.
En el año 2015 comenzó a funcionar la autopista del mar de Vigo, el proyecto fue presentado por la naviera Suardiaz a la Unión Europea acogiéndose a las ayudas del programa «Marco Polo II», cuyo objetivo es descongestionar las conexiones por carretera entre los distintos Estados miembros de la Unión Europea.
Las travesías las realiza la naviera Grupo Suardiaz con buques de carga para tráfico rodado (Ro-Ro), y cuenta con un contrato en exclusiva con Stellantis. Los trayectos son conexiones directas entre los puertos de Tánger (Marruecos), Vigo (España) y Nantes-Saint Nazaire (Francia), actualmente se realizan cuatro trayectos semanales, además en la ruta que parte del puerto de Vigo los viernes con destino a Nantes-Saint Nazaire, amplia su travesía hasta el puerto de Zeebrugge en Brujas (Bélgica). En junio de 2023 comenzó a funcionar una nueva conexión marítima de dos rutas semanales entre Vigo y Liverpool-Ellesmere Port (Reino Unido).

### Terminal Ro-Ro de Bouzas

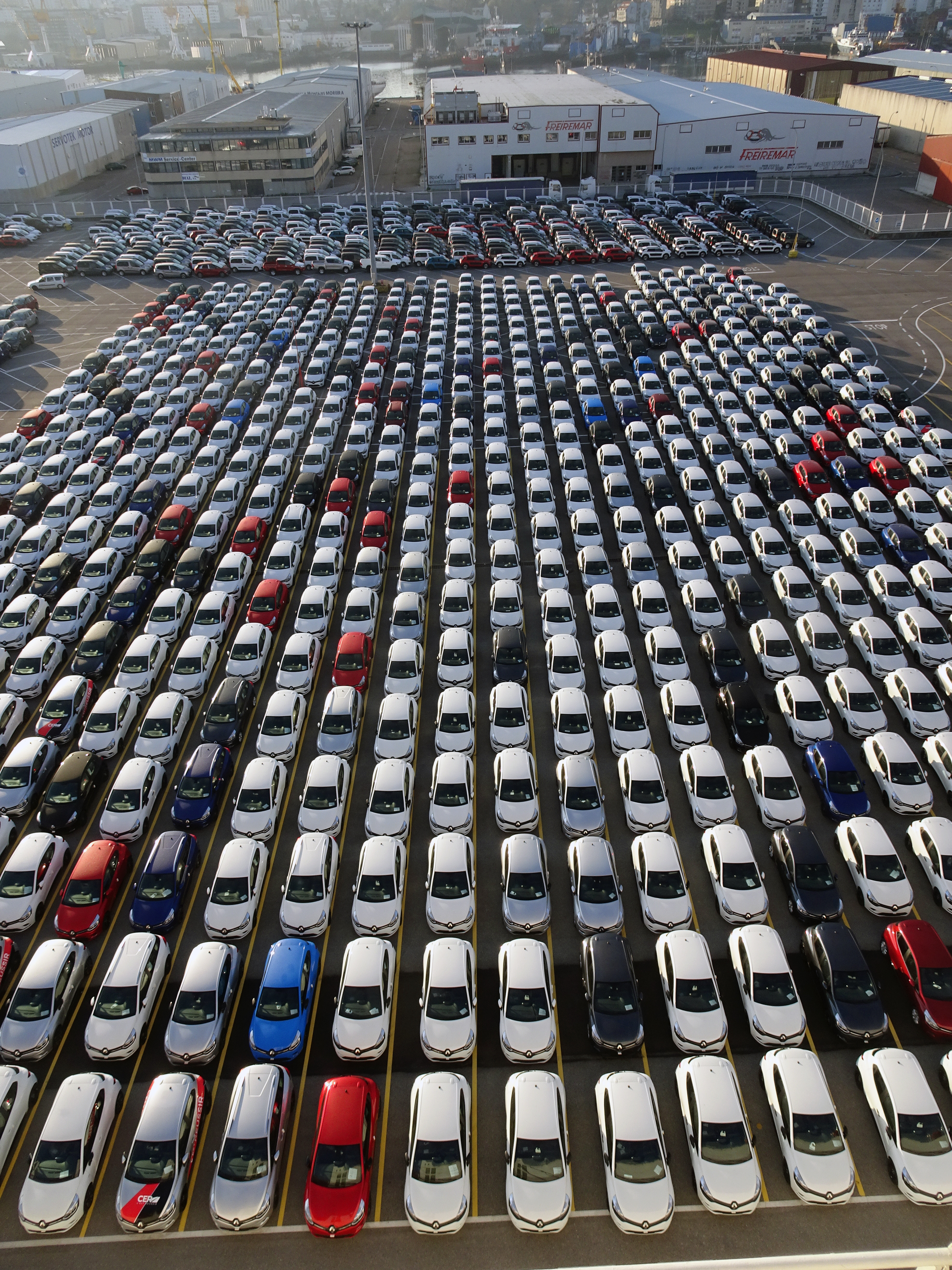
Vehículos manufacturados por Stellantis Vigo en la terminal Ro-Ro de Bouzas

Al margen de la fábrica de Balaídos la multinacional automovilística dispone en la ciudad olívica de una concesión administrativa por parte del Puerto de Vigo para el uso de 245 000 m² en la terminal de transbordadores situada en Bouzas. Esta parcela portuaria está dividida en dos zonas, la I-1 de 168.474 m² de superficie mientras que la conocida como I-2 cuenta con 76 273 m². También existe un silo para almacenamiento de hasta 4 000 vehículos en los 59 000 metros cuadrados de sus tres alturas.
En la terminal de Bouzas está prevista la construcción de un nuevo silo de almacenamiento de vehículos por parte del Puerto de Vigo con un coste de 40 millones de euros tras recibir autorización de Puertos del Estado en el año 2024, mientras que Stellantis -al igual que en la factoría de Balaídos- cubrirá una superficie equivalente a 30 campos de fútbol con paneles fotovoltaicos para consumo propio. Complementando la planta fotovoltaica y con el objeto de convertir a la terminal boucense en la primera verde y cero emisiones de España, la Autoridad Portuaria de Vigo también prevé la instalación de un aerogenerador en el vértice noroeste, todavía en fase de estudio.

## El Centro y su entorno
Stellantis Vigo posee la certificación ISO 14000 desde el año 2000 que garantiza el sistema de gestión ambiental implantado. El Río Lagares abastece a la planta del agua necesaria para el proceso productivo.
De 1985 a 2016 Citroën fue el patrocinador principal del Real Club Celta de Vigo y actualmente Stellantis participa activamente en la Fundación Celta de Vigo.
El centro también colabora con la Universidad de Vigo a través de la cátedra PSA Peugeot Citroën, en colaboración del Clúster de Empresas de Automoción de Galicia (CEAGA) implantó el máster en gestión de empresas de automoción. Asimismo mantiene con la Consejería de Cultura, Educación y Ordenación Universitaria de la Junta de Galicia un convenio de colaboración educativa en las enseñanzas de formación profesional.

## Acciones futuras
La empresa en colaboración con el Consorcio de la Zona Franca de Vigo tiene proyectado una futura ampliación de la factoría de Balaídos en unos 50 000 m². Otra posible acción acción futura es la construcción de un circuito de pruebas de alta velocidad que serviría para la realización de diversas verificaciones de los nuevos modelos de vehículos manufacturados, para la ubicación de esta infraestructura se han barajado diversos lugares del área de influencia económica de Vigo como La Cañiza, Porriño o el parque empresarial y logístico de la PLISAN.

## Premios y reconocimientos
- Premio Especial ARDÁN a la Trayectoria Empresarial en 2025 entregado por el Consorcio de la Zona Franca de Vigo.[61]

- Premio a la iniciativa ergonómica «ALT» (Alerta Ligada al Trabajo) en 2022 otorgado por la Fundación Internacional ORP sobre la prevención de riesgos laborales.[62]

- Premio Gallego del año 2018 otorgado por el Club de Periodistas Gallegos en Madrid.[63]

- Medalla de Oro de la Autoridad Portuaria de Vigo en 2006.[64]

- Medalla de Oro de la Provincia de Pontevedra en 2006.[65]

- Medalla de Oro al Mérito Sanitario en 2000 otorgada por la Consejería de Sanidad de la Junta de Galicia.[66]

- Medalla de Oro de Galicia en 1997, distinción de honor concedida por la Junta de Galicia a personas o instituciones por sus méritos al servicio de la comunidad.

- Medalla de Oro de Vigo en 1996, otorgada por el pleno del Ayuntamiento de Vigo en reconocimiento a su contribución al desarrollo económico e industrial de la ciudad y de su área metropolitana.